# رخيم
رُخَيْم أو طائِر التعرِيشَة الأطلَسيّ أو السَاتَانيّ[بحاجة لمصدر] هو طائر مستوطن في شرقي أستراليا. يألف الأدغال والأحراج الكثيفة الأشجار. جسمه متوسط القد يطول نحو ٣٠ سم. ثوب الذكر إلى الزرقة السوداء السعفاء المُوَاج. جناحاه وذنبه إلى السواد الفحمي. حدقة عينه زرقاء أما إطارها فأحمر. منقاده أزرق اللون، أصفر الملقط. رجلاه إلى الحمرة. ظهر الأنثى أخضر. جناحاها وذنبها إلى الصفرة العابقة. بطنها إلى الخضار الأصفر يعلوه توشيم هلالي الشكل عند أطراف الريش.